# Сафонов, Фёдор Матвеевич
Фёдор Матве́евич Сафо́нов (21 марта 1923, Маслоковцы, ныне Варненский район Челябинской области — 11 мая 2008, Самара) — советский лётчик-штурмовик, участник Великой Отечественной войны, Герой Советского Союза.

## Биография
Родился в семье кузнеца. В семье было 11 детей, которых было сложно прокормить, поэтому в 1932 году семья переехала в Фрунзенскую область Киргизии. В 1933 году отец, Матвей Васильевич по вербовке переехал в Михайловский свинсовхоз Шемонаихинского района Восточно-Казахстанской области.
В 1939 году Фёдор Сафонов окончил семь классов Убинской неполной средней школы Восточно-Казахстанской области и поступил в сельскохозяйственный техникум города Семипалатинска, так как в этом техникуме были свободные места в общежитии. Одновременно занимался в Семипалатинском аэроклубе. Как лучший выпускник аэроклуба Сафонов был направлен на учёбу в I Чкаловскую школу военных лётчиков (Оренбург).
В 1940 году Сафонов призван в Красную Армию, и начинает учёбу в школе военных лётчиков. Проходит лётную подготовку на различных типах самолётов По-2, УТ-1, УТ-2, Р-5, СБ. Освоил боевое использование штурмовика Ил-2.
В 1944 году направлен в Куйбышев, где был зачислен в 12-й запасной авиационный полк 1-й запасной штурмовой авиабригады, в котором получил Ил-2 и был своим ходом отправлен на фронт. С 21 июля 1944 года участвовал в боевых действиях в составе 74-го гвардейского штурмового авиационного полка, 1-й гвардейской штурмовой авиадивизии 1-я воздушная армия 3-й Белорусский фронт.
Принимал участие в освобождении Белоруссии, Литвы, прорыве обороны противника в Восточной Пруссии, а затем и уничтожении Восточно-Прусской группировки противника и штурме Кёнигсберга, принимал участие в штурме Пиллау.
Всего за годы войны Фёдор Сафонов совершил 109 боевых вылетов, участвовал в 7-и воздушных боях. Провёл более 300 часов над территорией противника, был дважды сбит. За время боёв Сафонов уничтожил 11 танков, 2 самоходных орудия, 2 миномётных батареи, до 46-и автомобилей, 2 склада с боеприпасами, склад с горючим, паровоз, до 30-и железнодорожных вагонов, 3 зенитных батареи и около 300 солдат противника.
Принимал участие в Параде Победы на Красной площади 24 июня 1945 года, был правофланговым третьей шеренги 3-го Белорусского фронта.
После окончания войны проходил службу в городе Барановичи. В 1949 году окончил высшую школу штурманов в Краснодаре. После служил в Хабаровске и на Сахалине.
С 1956 года служил в Куйбышеве начальником главного командного пункта корпуса ПВО. С 1961 года в отставке.
Работал на Куйбышевском авиационном заводе инженером и начальником отдела. Избирался депутатом Куйбышевского городского совета народных депутатов.
С 1979 года на пенсии. Занимался воспитательной работой с школьниками, был членом совета самарской школы № 12 и музея истории при ней.
Скончался 11 мая 2008 года. Похоронен в Самаре на Рубёжном кладбище.

## Награды
- Герой Советского Союза (№ 6338, 29.06.1945);
- орден Ленина (29.06.1945);
- два ордена Красного Знамени;
- орден Красной Звезды;
- орден Славы 2-й степени;
- орден Славы 3-й степени;
- медали.

## Память
- Именем Фёдора Сафонова названа школа № 12 города Самара, также один из скверов Самары носит имя Героя.
- В Самаре в 2010 году именем Сафонова назван сквер[1].
- В Самаре на доме, где проживал Фёдор Матвеевич установлена памятная доска[2].
- Именем Сафонова названа улица в Усть-Каменогорске[3].

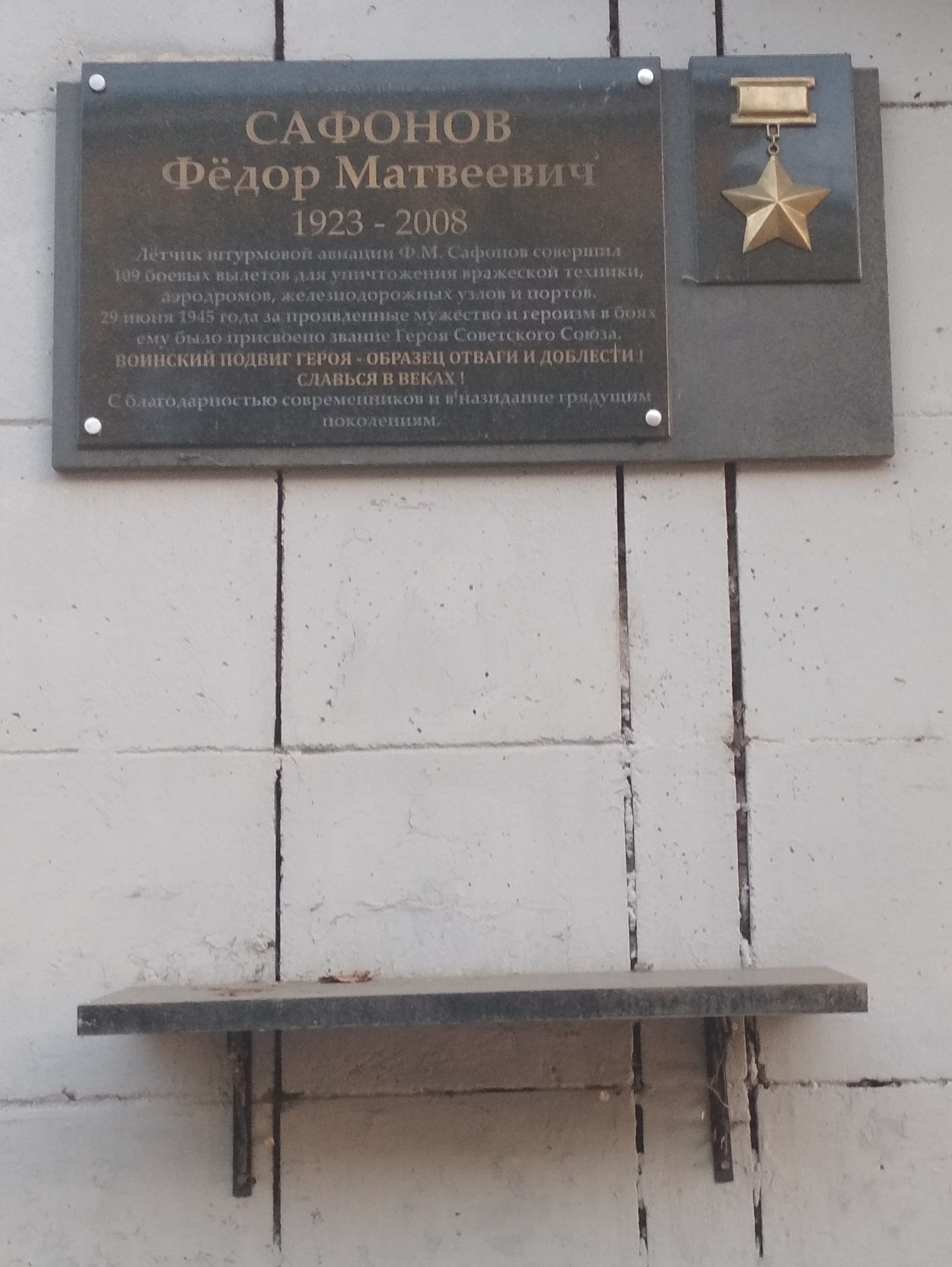
Памятная доска Герою Советского Союза Сафонову Фёдору Матвеевичу в Самаре, ул. Вилоновская, 1